# ریورینا
ریورینا (به انگلیسی: Riverina) ناحیه‌ای است که در جنوب غربی ایالت نیو ساوت ولز در کشور استرالیا قرار دارد. این ایالت با دارا بودن سطح آب کافی و دشت‌های مسطح و آب و هوای گرم به مکان مناسبی برای کشاورزی تبدیل شده است. توسعه آبیاری زمین‌ها در قرن بیستم موجب پیشرفت در کاشت محصولات مختلف اعم از برنج و میوه انگور برای تولید شراب شده است. همچنین دانشگاه چارلز استورت تنها مرکز تحصیلات عالی در این ناحیه است.
توصیف و اندازه این ایالت در نهادها و سازمان‌ها گوناگون است. اما کاربرد رایج آن به طور کلی شامل مناطق کشاورزی واقع در غرب نیو ساوت ولز و از سمت شمال تا رودخانه لاچلان امتداد دارد.